# کریستوفر وسلی
کریستوفر وسلی (انگلیسی: Christopher Wesley؛ زادهٔ ۲۳ ژوئن ۱۹۸۷) بازیکن هاکی روی چمن اهل آلمان است. وسلی تمام دوران حرفه ای خود را در بوندسلیگا آلمان بازی کرد. او از سال ۲۰۰۵ تا ۲۰۱۶ در مجموع ۱۶۲ بازی برای تیم ملی آلمان انجام داد که در آنها ۲۸ گل به ثمر رساند. کریستوفر در آوریل ۲۰۲۰ او بازنشستگی خود را از هاکی سطح بالا اعلام کرد. وی همچنین برندهٔ جوایزی همچون برگ بوی نقره‌ای شده‌است.